# ЗаБег.РФ
ЗаБег. РФ — первый российский полумарафон с синхронным стартом. С 2020 года проводится ежегодно во всех субъектах Российской Федерации. Участие принимают жители разных российских городов. Организатором является «Лига героев».

## История

### 2017
Первый раз полумарафон «ЗаБег.РФ» состоялся 21 мая 2017 года. Он прошел в 10 городах России: Москва, Санкт-Петербург, Нижний Новгород, Самара, Казань, Ростов-на-Дону, Екатеринбург, Новосибирск, Красноярск, Владивосток. В полумарафоне приняло участие 40 тысяч человек, 6 тысяч из которых в Санкт-Петербурге. Победителем стал город Казань, который был признан беговой столицей. Президенту Республики Татарстан Рустаму Минниханову был вручен кубок беговой столицы России. Полумарафон поддержали Иван Ургант, Тина Канделаки, Баста, Наталья Рагозина, Константин Цзю, Владимир Соловьев, Наталья Антюх, Игорь Гуляев, Василий Смольный.

### 2018
В 2018 году «ЗаБег» прошел в 15 регионах России: Москве, Санкт-Петербурге, Нижнем Новгороде, Самаре, Казани, Ростове-на-Дону, Екатеринбурге, Уфе, Краснодаре, Омске, Ярославле, Севастополе, Новосибирске, Красноярске, Владивостоке.
Общее количество участников по всей стране достигло 60 000 человек. Бегуны выбирали одну из 4-х предложенных дистанций: 21,1 км, 10 км, 5 км или 2 км. По результатам забега беговой столицей страны снова стала Казань. Второе место занял Нижний Новгород, третье – Владивосток.

### 2019
В 2019 году «ЗаБег.РФ» прошел  в 19 городах России: в Москве, Санкт-Петербурге, Нижнем Новгороде, Самаре, Казани, Ростове-на-Дону, Екатеринбурге, Уфе, Краснодаре, Омске, Новосибирске, Красноярске, Владивостоке, Курске, Старом Осколе, Угличе, Туле и Перми. В забеге приняли участие более 70 000 человек, а беговой столицей стал город Владивосток , где участие приняли более 3,5 тыс. человек.

### 2020
В 2020 году представители бегового сообщества синхронно вышли на старт больше 100 000 человек уже во всех субъектах Российской Федерации. «ЗаБег.РФ» устанавливает Мировой рекорд Гиннеса как «Полумарафон, объединивший самое большое количество городов одновременно». Беговой столицей в 2020 году становится Нижний Новгород. Участие приняли больше 4 200 нижегородцев. В общей сложности они пробежали 45 593 километра.

### 2021
В 2021 году «ЗаБег.РФ» проводится одновременно в 85 субъектах РФ и снова становится рекордсменом уже как «Полумарафон, объединивший самое большое количество городов одновременно». В Москве из-за  ограничений, связанных с распространением COVID-19, «ЗаБег.РФ» переносится на следующий год. В синхронном старте приняли участие более 120 000 человек. Кубок-победитель передан беговой столице – городу Санкт-Петербургу. В северной столице на дистанции 1, 5, 10 и 21,1 км вышли 15 000 человек.

### 2022
В 2022 году в «ЗаБеге.РФ» принимают участие больше 150 000 человек. Полумарафон «ЗаБег.РФ» был показан в прямом эфире на канале «Матч ТВ». Трансляции велись из 10 городов России, среди которых Москва, Санкт-Петербург, Нижний Новгород, Ростов-на-Дону и др. 15,000 участников полумарафона из Нижнего Новгорода показали лучший результат в России, тем самым еще раз подтвердив звание Беговой столицы как в 2020 году.

## Форматы участия
Имеются 4 формата участия в полумарафоне:
- Юниор — осуществляется забег на трассе длиной 2 километра для юных спортсменов.
- Новичок — осуществляется забег по трассе длиной 5 километров для новичков в беге.
- Любитель — осуществляется забег по трассе длиной 10 километров.
- Профи — осуществляется забег по трассе длиной 21 километр (полумарафон).

В рамках спортивного мероприятия проводятся концертная программа, выставка спортивного питания, экстрим и файер-шоу, имеются фотозона, фудкорт. Проводятся различные конкурсы, викторины, мастер-классы от специалистов в области кроссфита и экстремального спорта.

## Беговая столица России
По итогам полумарафона проводятся выборы беговой столицы России. При выборе беговой столицы учитываются следующие показатели:
- средний показатель дистанции, преодоленной всеми участниками города,
- соотношение участников «ЗаБега» к общему населению города,
- средняя скорость бега участников.

В результате первого полумарафона «ЗаБег.РФ» беговой столицей России был выбран город Казань. Руководитель «Лиги героев» Ксения Шойгу отметила: "Мы подсчитывали объективно, и Казань победила по количеству участников среди других городов с огромным отрывом".
- В результате второго полумарафона в 2018 г. беговой столицей России снова стала Казань.[11]
- В результате третьего полумарафона в 2019 г. беговой столицей России становится город Владивосток.[13]
- В четвертом полумарафоне «ЗаБег.РФ» в 2020 г. звание Беговой столицы России получает Нижний Новгород.[16]
- Беговой столицей пятого полумарафона в 2021 г. становится Санкт-Петербург.[21]
- В 2022 году статус беговой столицы во второй раз подтверждает Нижний Новгород.[25]